# Jüdischer Friedhof (Schweppenhausen)
Der Jüdische Friedhof Schweppenhausen  ist ein Friedhof in der Ortsgemeinde Schweppenhausen im Landkreis Bad Kreuznach in Rheinland-Pfalz.
Der jüdische Friedhof liegt außerhalb des Ortes, etwa einen Kilometer südlich der Ortsmitte an der Landesstraße L 242 oberhalb des Sportplatzes auf dem Kallenberg. Er ist vom Sportplatz aus über steil ansteigende Waldwege zu Fuß erreichbar.
Auf dem 1175 m² großen Friedhof, der wohl in der ersten Hälfte des 19. Jahrhunderts angelegt und bis zum Jahr 1926 belegt wurde, befinden sich 35 Grabsteine. Der älteste noch lesbare Grabstein datiert von 1869, die letzte Beisetzung fand 1926 statt. In der NS-Zeit wurde der Friedhof verwüstet und ein Teil der Grabsteine entwendet. Nach 1945 wurde der Friedhof wieder hergerichtet.